# Тепикинская
Тепикинская — станица в Урюпинском районе Волгоградской области России, в составе Акчернского сельского поселения. Расположена на левом берегу реки Хопёр, близ устья реки Акчерня.
Население — 403 (2010).

## История
Основана в XVII веке. Тепикинский городок упоминается в войсковой книге 1672 года. Первоначально станица располагалась на правом берегу Хопра (сейчас это место называют Родительской поляной). Впоследствии вследствие разливов Хопра станица была перенесена выше по течению реки. В 1802 году построена церковь Архистратига Михаила.
В 1859 году в станице Тепикинской имелось 246 дворов, православная церковь, приходское училище, ярмарка, проживало 639 душ мужского и 857 душ женского пола. В 1897 году в станичный юрт входило 16 хуторов, общая численность населения юрта превышала 7000 человек. Согласно алфавитному списку населённых мест Области Войска Донского 1915 года в станице Тепикинской имелось станичное и хуторское правление, церковь, приходское училище, церковно-приходское женское училище, земельный надел станицы составлял 6875 десятин, насчитывалось 264 двора, в которых проживало 814 мужчин и 815 женщин.
В годы Гражданской войны станица неоднократно переходила то в руки белых, то в руки красных.
В 1921 году станица была включена в состав Царицынской губернии. С 1928 года — в составе Урюпинского района Хопёрского округа (упразднён в 1930 году) Нижне-Волжского края (с 1934 года — Сталинградского края, с 1936 года Сталинградской области, с 1961 года — Волгоградской области).
В 1930 году организован колхоз «Память Ильича». В том же году закрыта церковь.
В годы Великой Отечественной войны более семидесяти жителей ушли на фронт, не вернулось 32 жителя
В 1953 году был упразднён Тепикинский сельсовет. В 1954 году колхоз «Память Ильича» объединили с колхозом «Буденовец» и «Комсомолец», а новый колхоз получил название «Россия». После объединения тепикинский колхоз стал четвёртой бригадой нового хозяйства.
Станица Тепикинская Урюпинского района Волгоградской области постановлением коллегии Министерства культуры РФ от 19.02.1990 года № 12 и Президиума Центрального Совета ВООПиК от 16.02.1990 года № 12/26 включена в список исторически населенных пунктов республиканского значения.

## География
Станица находится в лесостепи, на левом берегу реки Хопёр, близ устья реки Акчерня, в пределах Хопёрско-Бузулукской равнины, являющейся южным окончанием Окско-Донской низменности. Центр станицы расположен на высоте около 80 метров над уровнем моря. В районе станицы сохранились островки леса. Почвы — чернозёмы обыкновенные, в пойме Хопра — пойменные нейтральные и слабокислые.
Автомобильной дорогой с твёрдым покрытием станица связана с расположенным восточнее хутором Дьяконовский 1-й (5,9 км). По автомобильным дорогам расстояние до районного центра города Урюпинска составляет 25 км, до областного центра города Волгоград — 360 км.
Климат
Климат умеренный континентальный (согласно классификации климатов Кёппена — Dfb). Многолетняя норма осадков — 478 мм. В течение года количество выпадающих атмосферных осадков распределяется относительно равномерно: наибольшее количество осадков выпадает в июне — 51 мм, наименьшее в феврале — 27 мм. Среднегодовая температура положительная и составляет + 6,9 °С, средняя температура самого холодного месяца января −9,0 °С, самого жаркого месяца июля +21,5 °С.
Часовой пояс
Тепикинская, как и вся Волгоградская область, находится в часовой зоне МСК (московское время). Смещение применяемого времени относительно UTC составляет +3:00.

## Население
Динамика численности населения по годам:
| 1859 | 1873 | 1897 | 1915 | 1989 | 2002 |
| ---- | ---- | ---- | ---- | ---- | ---- |
| 1496 | 1740 | 1877 | 1629 | ≈520 | 340  |

| 2010 |
| ---- |
| 403  |